# Ordan-Larroque
Ordan-Larroque (gaskognisch Ordan e La Ròca) ist eine französische Gemeinde mit 868 Einwohnern (Stand 1. Januar 2022) im Département Gers in der Region Okzitanien. Sie gehört zum Arrondissement Auch und zum Kanton Gascogne-Auscitaine. Ordan-Larroque ist zudem Mitglied des 2001 gegründeten Gemeindeverbands Grand Auch Cœur de Gascogne. Die Einwohner werden Ordanais(es) genannt.

## Lage
Das Dorf Ordan liegt auf einer Anhöhe östlich der Auloue. Zur Gemeinde gehören das Dorf Ordan, mehrere Weiler und zahlreiche Kleinsiedlungen und Einzelgehöfte. Der Ort liegt rund elf Kilometer nordwestlich der Kleinstadt Auch im Zentrum des Départements Gers. Die Stadt Tarbes ist rund 59 Kilometer in südwestlicher Richtung entfernt.

## Geschichte
Das Gebiet der Gemeinde ist bereits seit langer Zeit besiedelt. Dies belegen Funde von Steinäxten aus der Jungsteinzeit. Aus gallo-römischer Zeit stammen die Überreste zweier römischer Villen. Im 12. Jahrhundert entstand eine erste Festung (Castelnau). Alle Teilgemeinden gehörten von 1793 bis 1801 zum Distrikt Auch. Seit 1801 waren sie Teil des Arrondissements Auch. Von 1793 bis 2015 gehörte die Gemeinden Larroque-Ordan, Meilhan und Ordan zum Wahlkreis (Kanton) Jegun. Die Gemeinde Ardenne gehörte von 1793 bis 1801 zum Kanton Barran und von 1801 bis 1824 zum Kanton Auch-Sud. Die Gemeinde Ardenne wurde 1824 in Ordan eingegliedert. Im Jahr 1828 kamen noch Larroque-Ordan und Meilhan zur Gemeinde Ordan. Seit jenem Jahr trägt die Gemeinde den Doppelnamen Ordan-Larroque.

## Bevölkerungsentwicklung
| Jahr                       | 1962 | 1968 | 1975 | 1982 | 1990 | 1999 | 2006 | 2020 |
| Einwohner                  | 611  | 468  | 511  | 620  | 738  | 774  | 874  | 884  |
| Quellen: Cassini und INSEE |      |      |      |      |      |      |      |      |

## Sehenswürdigkeiten

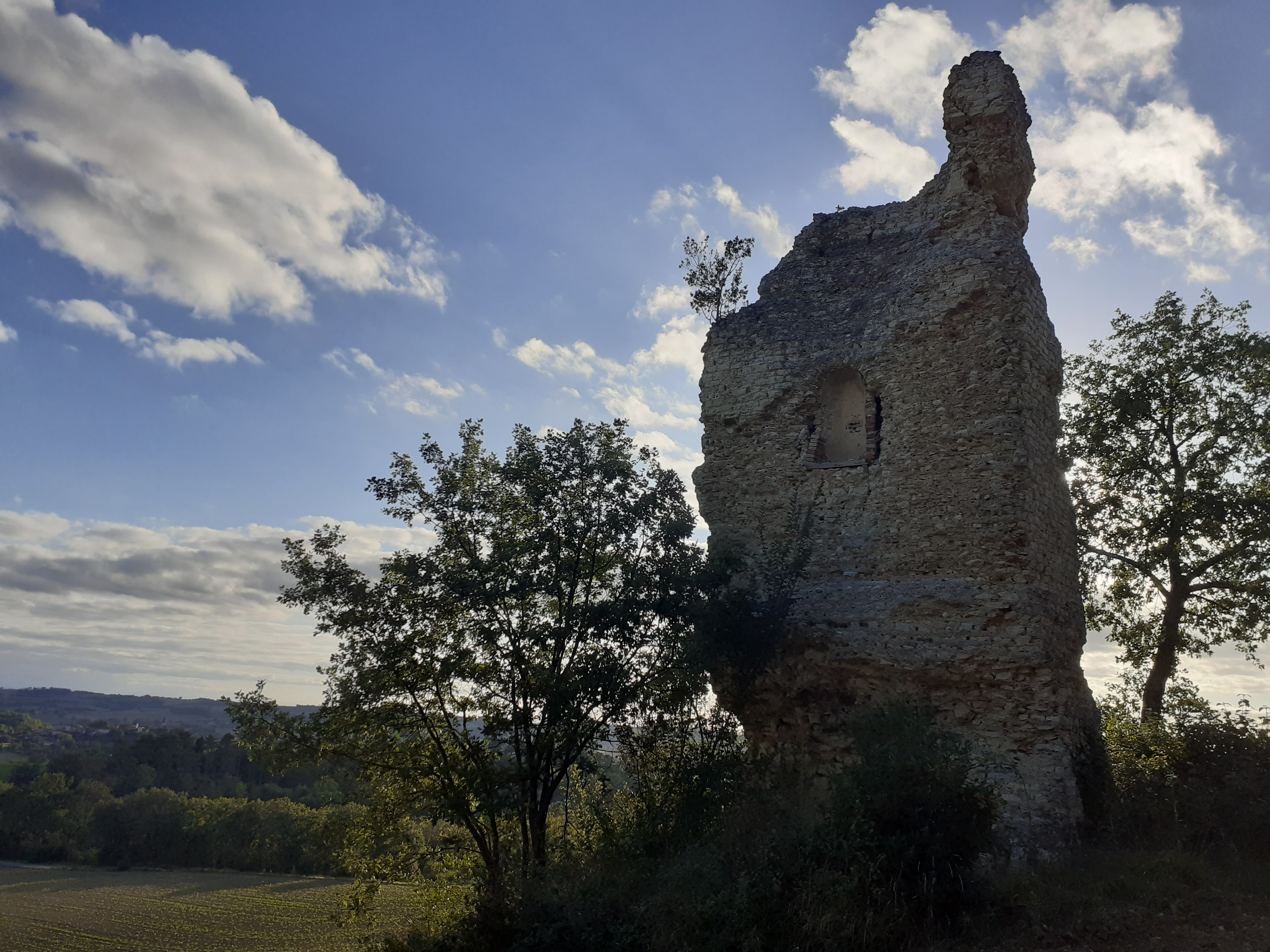
Grabmal aus gallorömischer Zeit

- Grabmal Pile gallo-romaine de Ordan-Larroque aus gallo-römischer Zeit, seit 1976 ein Monument historique[1]
- Kirche Saint-Jacques in Ordan
- Kirche Saint-Jean in Bazillac
- Kapelle in Larroque
- ehemalige Kirche in Meilhan (Privathaus)
- mehrere Marienstatuen
- mehrere Kreuze und Wegkreuze
- drei größere Schlösser: Château de Espujos. Château de Larroque und Château de Caubinot bei Meilhan
- einige kleinere Schlösser: Château Vieux in Meilhan, Castel Saint-Louis und Château du Clavary
- alte Mühle Ancien moulin d’en Duran
- Denkmal für die Gefallenen[2]

Quelle: